# نهر توسنا

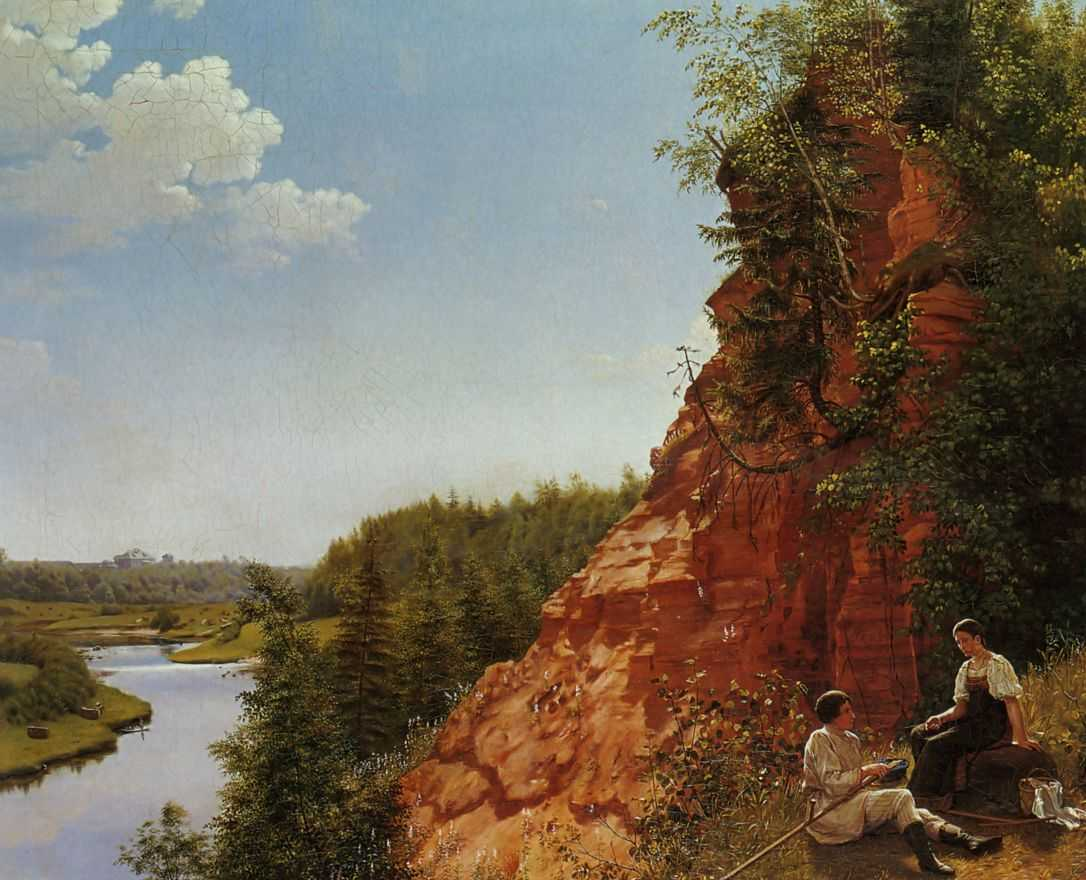
منظر لنهر توسنا (1827) رسمه ألكسي تيرانوف

توسنا ((بالروسية: То́сна)‏) هو نهر يمرّ في مقاطعات لوجسكي وتوسنينسكي وكيروفسكي في لينينغراد أوبلاست في روسيا، كما يمر بمدينة سانت بطرسبرغ. وهو رافد (نهر) أيسر لنهر نيفا. تقع على ضفاف هذا النهر مدن توسنو ونيكولسكوي وأوترادنوي (لينينغراد أوبلاست)، وتجمع أوليانوفكا. يبلغ طوله 121 كيلومتر (75 ميل) ويغطي مستجمعه المائي مساحة 1,640 كيلومتر مربع (630 ميل2) ويتدفق بشكل أساسي باتجاه الشمال. رافده الرئيسي هو نهر يغلينكا.
مصدر مياه النهر هي مستنقعات جنوب مستوطنة رادوفينيكوفو. يتدفق النهر شمالًا، ويدخل منطقة توسنينسكي ويمر بمدينة توسنو، ويدخل أساسًا إلى ضواحي سانت بطرسبرغ. هناك، يتدفق عبر أوليانوفكا ونيكولسكوي. في هذه المنطقة، تشكل الصخور الجيرية الضفاف من حين لآخر، على سبيل المثال، تجد كهوف سابلينسكيي على ضفاف النهر إضافة لبعض المحاجر المهجورة. يُعد امتداد توسنا بين نيكولسكوي وأوترادنوي بمثابة حدود بين مدينة سانت بطرسبرغ (غربًا) ولينينغراد أوبلاست (شرقًا).